# Jan Karpecki
Jan Karpecki (7. května 1906 Návsí – 28. srpna 1980 Bytom) byl polský luterský duchovní a publicista.
V meziválečném období působil v evangelickém sboru v Bystřici nad Olzou, nejprve jako vikář a posléze jako druhý pastor. Ordinován byl 12. října 1930.
Během druhé světové války byl vězněn v koncentračních táborech Dachau a Mauthausen.
Po druhé světové válce působil v letech 1945–1978 ve sborech v Mikołowě a Orzeszu.
Je pohřben v Mikołowě.